# Hellmut Meidt
Hellmut Meidt (* 24. Juli 1910 in Jena; † 30. Dezember 1993 in Bielefeld) war ein deutscher Fußballtrainer.

## Werdegang
Meidt wurde im thüringischen Jena geboren und wuchs in der Nähe von Magdeburg auf. Über seine Spielerkarriere ist bekannt, dass er vor dem Zweiten Weltkrieg beim SC Magdeburg 1900 und EC Erfurt, sowie nach dem Krieg bei Viktoria Aschaffenburg in der damals erstklassigen Fußball-Oberliga Süd, gespielt hat. Für Aschaffenburg sind sechs Oberligaeinsätze notiert. Nach Aschaffenburg war er als Spielertrainer (1949) bei Eintracht Wetzlar in der Landesliga Hessen tätig. Im Jahre 1951 übernahm er den Zweitligisten Arminia Bielefeld. Zwei Jahre später verließ er den Verein, da der Vorstand sich seiner Meinung nach zu sehr versuchte, in die Mannschaftsaufstellung hineinzureden. Er wechselte daraufhin zum Lokalrivalen VfB 03 Bielefeld, mit denen er 1955 in die II. Division West auf- und nach nur einem Jahr wieder abstieg. Auf Vermittlung von Reinhard Haseldiek wechselte Meidt im Sommer 1957 zum VfL Osnabrück.
Mit den Osnabrückern erspielte sich der Nachfolger von Paul Bornefeld in der Oberliga Nord 1957/58 den vierten Rang und er gewann am 21. Juni 1958 mit einem 3:2 gegen den Nordserienmeister Hamburger SV den Norddeutschen Pokal. Auch in seinem zweiten VfL-Jahr 1958/59 führte er die Lila-Weißen von der Bremer Brücke wieder auf den vierten Rang. Das Pokalfinale im Norden verlor er aber am 9. September 1959 mit 2:4 gegen das Team um Uwe Seeler, Klaus Stürmer und Gert Dörfel. 1960 und 1961 belegte er mit Osnabrück jeweils den dritten Rang. Wegen seiner defensiven Taktik geriet er jedoch in den folgenden Jahren immer stärker unter Kritik und verließ im Sommer 1962 den Verein. Er galt als Respektsperson und gewiefter Taktiker, sowie ein Trainer der eiserne Disziplin verlangte.
Meidt wechselte daraufhin zum SV Saar 05 Saarbrücken in die seinerzeit erstklassige Oberliga Südwest. Im April 1963 kehrte Meidt zu Arminia Bielefeld zurück. Der Verein stand in der II. Division West auf dem vorletzten Platz und drohte, die Qualifikation für die neu geschaffene Regionalliga West zu verpassen, wofür der achte Platz nötig war.
Unter Meidt gewannen die Bielefelder neun der letzten zehn Saisonspiele und schaffte doch noch die Regionalligaqualifikation. Noch bis 1965 trainierte er die Arminia, bevor er im März 1965 den im Abstiegskampf befindlichen VfL Osnabrück übernahm. 1967 verließ er Osnabrück wieder. Im Januar 1972 wurde Meidt nach der Entlassung von Egon Piechaczek als Interimstrainer zum dritten Mal Trainer bei Arminia Bielefeld, bevor er sein Amt an den Niederländer Jan Notermans abgab. Meidt lebte zuletzt mit seiner Frau in einem Altenheim im Bielefelder Stadtteil Schildesche, wo er im Januar 1993 verstarb.